# Bundesautobahn 24
La Bundesautobahn 24, abbreviata anche in A 24, è una autostrada tedesca che corre nella parte nord della Germania con un percorso dalla lunghezza di 237 km che unisce Amburgo con la A 10 di Berlino.
Il suo percorso si sviluppa nello Schleswig-Holstein, nel Meclemburgo-Pomerania Anteriore e termina nel Brandeburgo; fino all'unificazione della Germania, nei pressi di Zarrentin am Schaalsee era posto il confine.
Il suo tracciato fa parte dell'itinerario della Strada europea E26 e parzialmente di quello della E55.

## Percorso

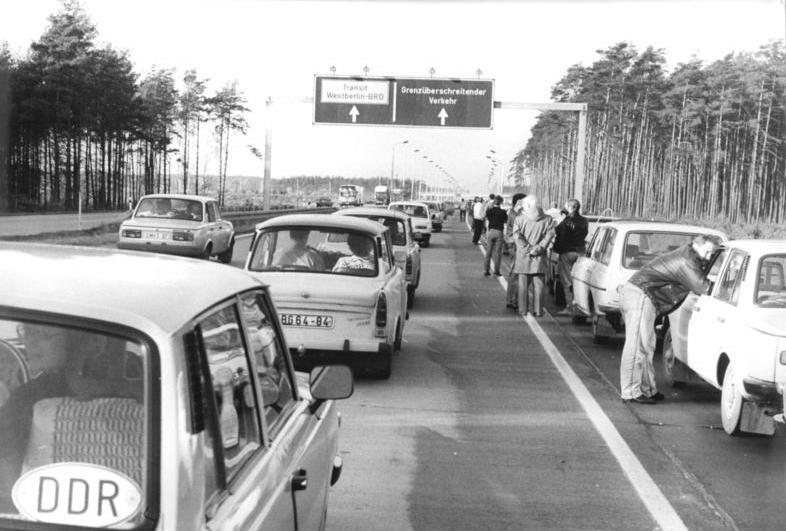
Veicoli in coda nel 1989 al valico di confine con la Repubblica Democratica Tedesca

| A 24 |           |                                  |       |                         |                |
| Tipo | n° uscita | Indicazione                      | km    | Corrispondenze          | Strada europea |
|      | 1         | Hamburg Horn                     | 0,0   |                         |                |
|      | 2         | Hamburg Jenfeld                  | 3,5   |                         |                |
|      | 3         | Kreuz Hamburg Ost                | 6,2   |                         |                |
|      | 4         | Reinbek                          | 10,8  |                         |                |
|      | 5         | Witzhave                         | 17,4  |                         |                |
|      | 6         | Schwarzenbek - Grande            | 23,1  |                         |                |
|      | 7         | Talkau                           | 33,2  |                         |                |
|      | 8         | Hornbek                          | 39,2  |                         |                |
|      |           | Area di servizio "Gudow"         | 50,3  | Solo dir. Berlin        |                |
|      |           | Area di servizio "Gudow"         | 50,3  | Solo dir. Hamburg       |                |
|      | 9a        | Gallin                           | 52,8  | Solo uscita dir. Berlin |                |
|      |           | Area di servizio "Schaalsee"     | 53,7  | Solo dir. Berlin        |                |
|      | 9b        | Zarrentin                        | 56,4  |                         |                |
|      | 10        | Wittenburg                       | 69,9  |                         |                |
|      | 11        | Hagenow                          | 81,8  |                         |                |
|      | 12        | Ludwigslust                      | 98,5  |                         |                |
|      | 13        | Dreieck Schwerin                 | 100,6 |                         |                |
|      | 14        | Neustadt - Glewe                 | 108,6 |                         |                |
|      |           | Area di servizio "Stolpe"        | 116,4 |                         |                |
|      | 15        | Parchim                          | 121,6 |                         |                |
|      | 16        | Suckow                           | 135,5 |                         |                |
|      | 17        | Putlitz                          | 142,7 |                         |                |
|      | 18        | Meyenburg                        | 152,5 |                         |                |
|      | 19        | Pritzwalk                        | 169,4 |                         |                |
|      | 20        | Dreieck Wittstock                | 173,2 |                         |                |
|      |           | Area di servizio "Prignitz"      | 175,5 |                         |                |
|      | 21        | Herzsprung                       | 182,0 |                         |                |
|      |           | Area di servizio "Walsleben"     | 198,2 |                         |                |
|      | 22        | Neuruppin                        | 205,6 |                         |                |
|      | 23        | Neuruppin sud                    | 212,5 |                         |                |
|      | 24        | Fehrbellin                       | 217,9 |                         |                |
|      |           | Area di servizio "Linumer Bruch" | 225,1 |                         |                |
|      | 25        | Kremmen                          | 234,5 |                         |                |
|      | 26        | Dreieck Havelland                | 236,9 |                         |                |